# مقراب راديوي

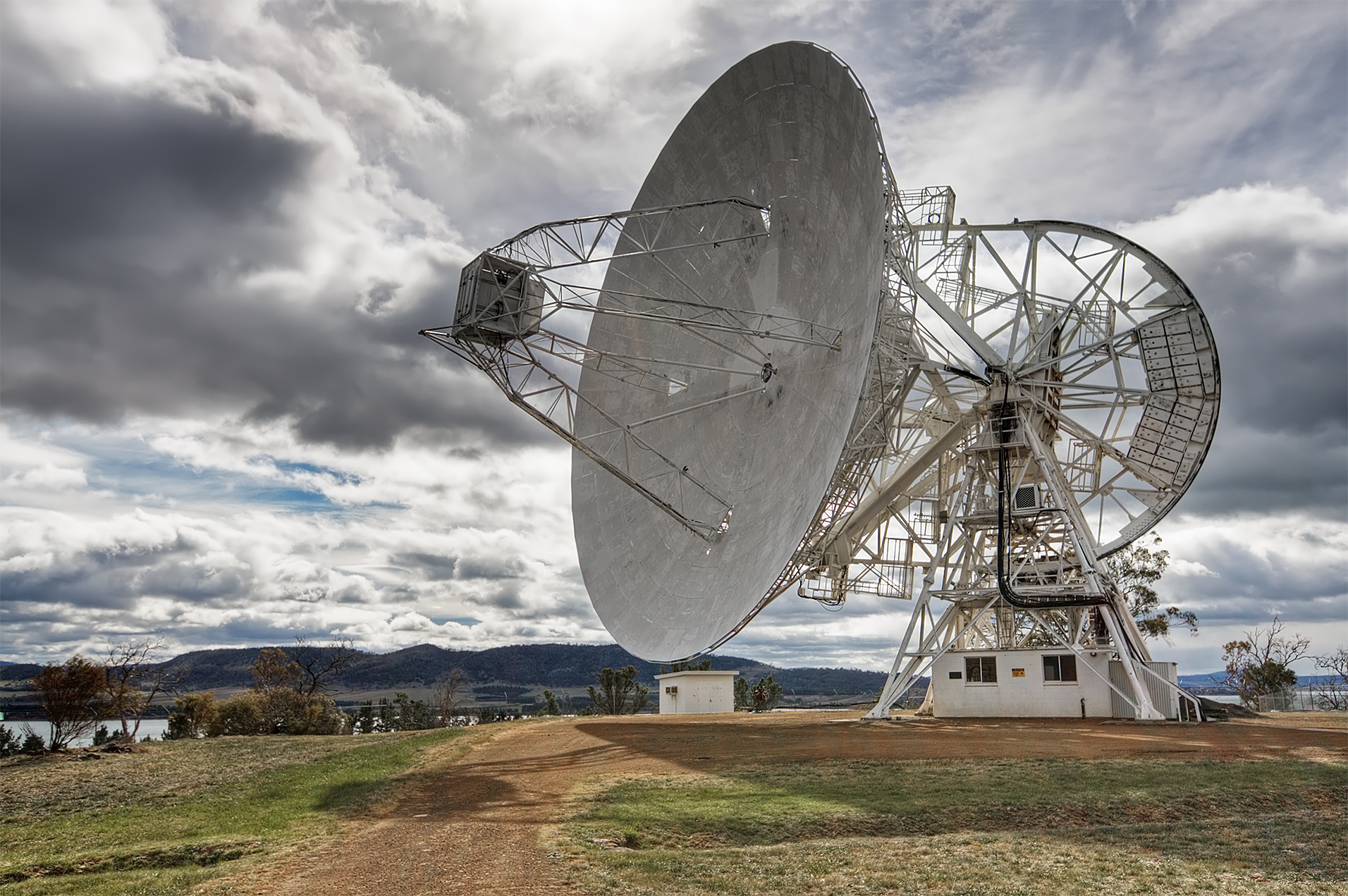
مقراب راديوي في تاسمانيا، أستراليا

المقراب الراديوي أو المِقْرَاب الكَاشُوفِي  ( أو المقراب الراديوي ) (بالإنجليزية: Radio telescope)‏ هو راديو هوائي يستعمل في علم الفلك الكاشوفي لتجميع الموجات الهرتزية الخافتة الصادرة من جسم في الفضاء وقياسها، وهذا الجهاز يُجَمِّع الموجات الهرتزية كما يُجَمِّع التلسكوب الضوئيُّ الضوءَ. والموجات الهرتزية والموجات الضوئية في الحقيقة لها النوع نفسه من الإشعاع المُسمَّى بالموجات الكهرومغنطيسية.
يمكن للمقراب الكاشوفي كشف موجات كهرومغنطيسية أضعف من تلك التي يستطيع المقراب البصري كَشْفَها، ولذا يستطيع المقراب الكاشوفي البصري سبر أعماق الكون أكثر من المقراب البصري، إذ يستطيع أفضل مقراب بصرى كشف الأجسام البعيدة بضعة بلايين من السنين الضوئية فحسب، في حين تستطيع المقاريب الكاشوفية تَفحُّص مسافات تصل إلى الـ 16 مليار سنة ضوئية، وهي أطول مسافة يمكن أن تكشفَ فيها الموجات اللاسلكية التي تُصدرها أجسام في الفضاء كما يعتقد الفلكيون.

## تاريخ
اكتشف المهندس الأمريكي كارل جانسكي موجات هرتزية من الفضاء عام 1931م. وفي أواخر الثلاثينيات من القرن العشرين بَنَى واحد من هواة تشغيل اللاسلكي الأمريكيين ويُدْعَى جروت ربر أوَّل مقراب كاشوفي. وبعد نهاية الحرب العالمية الثانية عام 1945م، أجرى العلماء في كل من أستراليا وإنجلترا وهولندا تجارب في علم الفلك الراداري.
وفي عام 1957م بنى الفلكي البريطاني السير برنارد لوفل أول مقراب كاشوفي ضخم. وقطر عاكس هذا المقراب الموجود في مرصد جودرل بانك في مانشستر بإنجلترا، يبلغ 76 م. ويدعى أقوى مقراب كاشوفي في العالم بالصَّف الكبير جدًا. وهو قائمٌ قُرْبَ سكورو في نيومكسيكو بالولايات المتحدة الأمريكية، ويتألَّف من 27 عاكسًا ويبلغ مقدار قطر كلٍّ منها 25 م.

## اقرأ أيضا
- مصفوف مرصد أتاكاما المليمتري الكبير
- تلسكوب راتان الراديوي
- مرصد غرين بانك
- مرصد جولدستون